# Mano Negra (anarquisme)

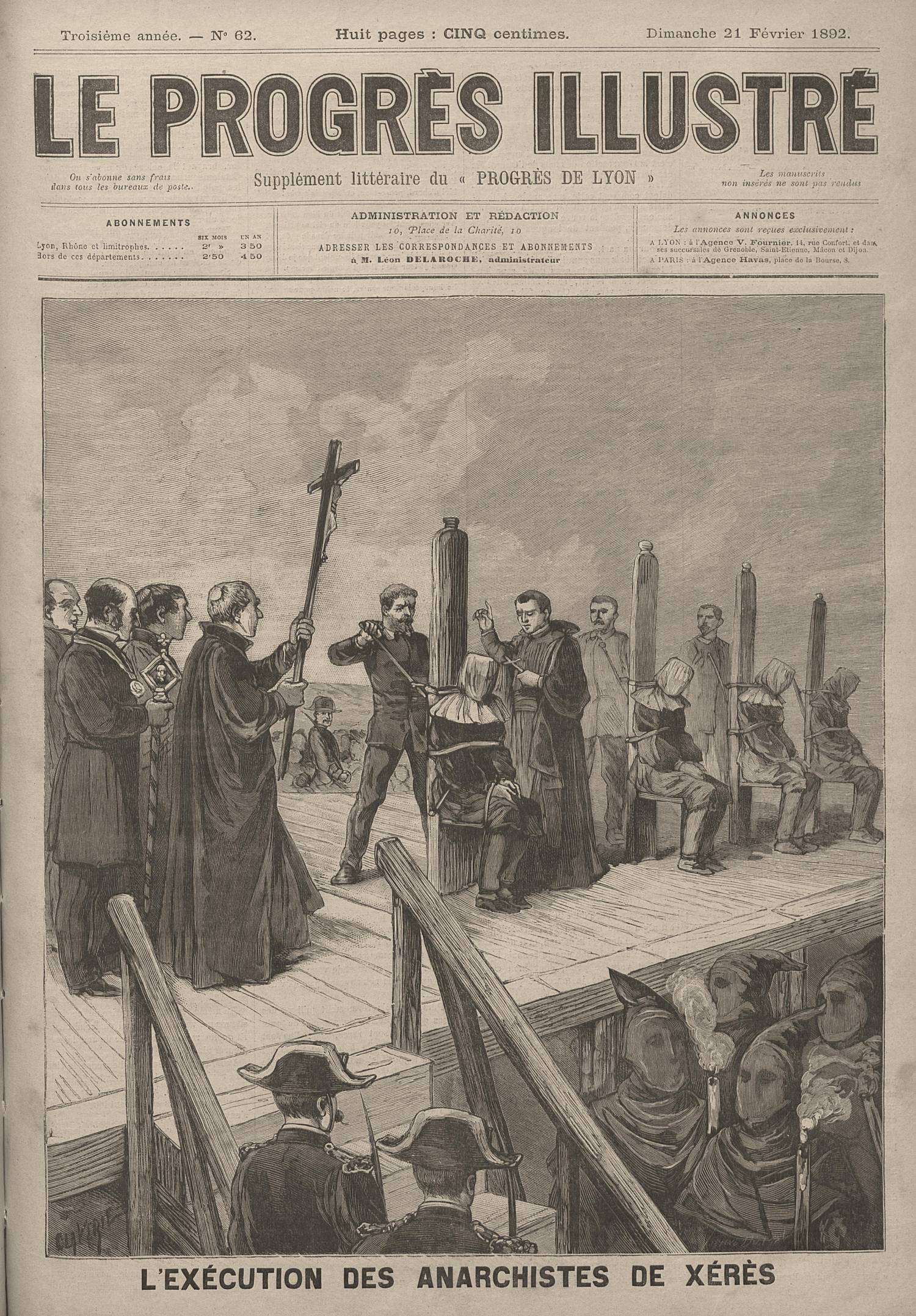
Execució d'anarquistes a Jerez. Il·lustració del periòdic francès Le Progrès Illustré.

La Mano Negra és una suposada organització anarquista secreta i violenta que va actuar a Andalusia a finals del segle xix. Se li van atribuir assassinats i fins i tot incendis de collites i edificis.

## Els fets
Encara que els grups anarquistes locals i la Federació de Treballadors de la Regió Espanyola afirmaven que no tenien res a veure amb aquesta organització, la policia local, pressionada pels terratinents, va dur a terme una dura repressió basant-se en quatre crims comesos entre finals de 1882 i els primers mesos de 1883. El resultat van ser quinze camperols detinguts a San José del Valle (província de Cadis), tots ells de la FTRE, dels quals set foren condemnats a mort i executats a la Plaza del Mercado de Jerez de la Frontera el 14 de juny de 1884. Els seus noms eren Pedro Corbacho Lagos, Francisco Corbacho Lagos, Bartolomé Gago de los Santos, Manuel Gago de los Santos, Cristóbal Fernández Torrejón, José León Ortega i Gregorio Sánchez Novoa. Uns 18 processats més foren condemnats a 17 anys de presó. Només tres dies després els jutges van rebre la Gran Creu de l'Ordre d'Isabel la Catòlica

## Veracitat
Avui en dia encara no és clar si la Mano Negra va existir o va ser un invent del govern de Sagasta per apaivagar les revoltes al camp del sud d'Espanya i donar mala imatge al moviment llibertari. Aquesta possibilitat ja fou suggerida per l'escriptor valencià Vicent Blasco Ibáñez, suggerint a la seva novel·la La bodega (1905) que la Mano Negra fou en realitat una tàctica de falsa bandera.
Actualment, se segueixen realitzant estudis sobre aquest tema (un dels que destaca és el de Clara I. Lida, "La Mano Negra", 1972), en els quals solen imperar principis com el que se cita a continuació:
| «                                                                    | Aquest interès aclaparant per imputar als anarquistes qualsevol crim amb l'objectiu de deteriorar la imatge del col·lectiu ha estat una constant a la història d'aquest país i de qualsevol país. | » |
| — Juan Madrid, historiador i periodista, en referència a Mano Negra. | |   |

.